# 최종수
| 본관   | 전주 최씨                     |
| 생몰   | 1897. 4.20~1974. 8.30         |
| ------ | ----------------------------- |
| 출생지 | 전라북도 임실군 청웅면 구고리 |
| 사망지 | 전라북도 임실군               |
| 추서   | 건국훈장 애족장               |

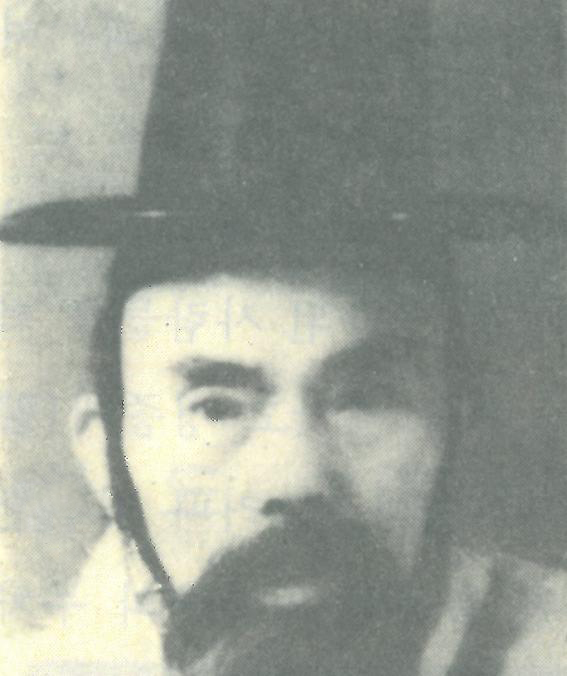
최종수(崔宗洙)

최종수(1897년 4월 20일 ~ 1974년 8월 30일)는 한국의 독립운동가이다. 1990년 건국훈장 애족장을 추서받았다.

## 생애
전라북도 임실(任實) 사람이다. 
1919년 3월 16·17·19일, 박용식(朴庸植) 이강세(李康世),·한도수(韓道洙),·한기수(韓淇洙),·이성의(李聖儀),·이기섭(李起燮) 등과 청웅면 구고리(靑雄面九皐里) 일대의 독립만세운동을 주동하였다. 
그는 3월 16·17·19일의 3일에 걸쳐 2백여명의 시위군중과 함께 마을 한복판에 있는 큰 나무아래에서 독립만세를 외치고 이들을 인솔하여 구고리 일대로 시위행진을 전개하였다. 그후 일제의 검속 때 체포되어, 이해 5월 16일 대구(大邱)복심법원에서 소위 보안법 위반 혐의로 징역 1년 형을 받고 옥고를 치렀다. 
정부에서는 고인의 공훈을 기리어 1990년에 건국훈장 애족장(1983년 대통령표창)을 추서하였다 
공훈록 
수록정보: 독립유공자공훈록 3권(1987년 발간)

## 참고 문헌
독립운동사(국가보훈처) 3권 507면
독립운동사자료집(국가보훈처) 5권 1488면
- 관련 현충시설 정보

| 1 | 비석 | 3·1운동 기념비(임실군) | 전라북도 임실군 |
| 2 | 탑   | 3·1독립운동 기념탑     | 서울특별시 중구 |

https://e-gonghun.mpva.go.kr/user/ContribuReportDetail.do?goTocode=20001&pageTitle=Report&mngNo=1517
https://e-gonghun.mpva.go.kr/user/ContribuReportDetail.do?goTocode=20001&pageTitle=Report&mngNo=1517
1. ↑  “공훈전자사료관”.